# Yuejin Shuiku (reservoar i Kina, Sichuan, lat 26,24, long 101,79)
Yuejin Shuiku (kinesiska: 跃进水库) är en reservoar i Kina. Den ligger i provinsen Sichuan, i den sydvästra delen av landet, omkring 540 kilometer sydväst om provinshuvudstaden Chengdu. Yuejin Shuiku ligger 1 727 meter över havet. Arean är 0,92 kvadratkilometer. Trakten runt Yuejin Shuiku består till största delen av jordbruksmark. Den sträcker sig 1,5 kilometer i nord-sydlig riktning, och 2,3 kilometer i öst-västlig riktning.
Genomsnittlig årsnederbörd är 949 millimeter. Den regnigaste månaden är juli, med i genomsnitt 270 mm nederbörd, och den torraste är januari, med 2 mm nederbörd.